# Korstmosrenspin
De korstmosrenspin (Philodromus margaritatus) is een spin uit de familie van de renspinnen (Philodromidae). De wetenschappelijke naam van de soort werd, als Araneus margaritatus, in 1758 gepubliceerd door Carl Alexander Clerck.
Het vrouwtje wordt 5 tot 6 mm groot, het mannetjes 4 tot 5 mm. De vrouwtjes zijn meestal lichtbruin, de mannetjes zijn donkerder en hebben meer contrast. De juvenielen zijn meestal donkerbruin of donkergrijs met weinig contrast. Beide geslachten hebben opvallende stekels aan het eind van het achterlijf. De spinnen zijn op de korstmossen waar ze op leven bijzonder goed gecamoufleerd. De spin is wijdverspreid in het West-Palearctisch gebied.